# Сиссако, Абдеррахман
Абдеррахман Сиссако (араб. عبد الرحمن سيساكو‎, 13 октября 1961, Киффа) — мавританский кинорежиссёр, сценарист и продюсер.

## Биография
Родился 13 октября 1961 года в Киффе. Вскоре семья переехала в Мали, откуда родом отец. В 1983 году поступил на режиссёрский факультет Всесоюзного государственного института кинематографии (мастерская Марлена Хуциева), который окончил в 1989 году. В начале 1990-х годов обосновался во Франции. Работал в России, Мавритании, Мали, Тунисе.

## Фильмография
- 1989 — «Игра» / Le Jeu (35 мм, 23 минуты, дипломный фильм во ВГИКе, снимался в Туркменистане)
- 1993 — «Октябрь» / Octobre (35 мм, 37 минут, снимался под Москвой; премия Особый взгляд на Каннском МКФ, премия 3-го Фестиваля кино Африки, Азии и Латинской Америки в Милане за лучший короткометражный фильм)
- 1995 — Le chameau et les bâtons flottants (6 минут, видео по басне Лафонтена, снималось в Мавритании)
- 1996 — Sabriya (26 мин, видео, снималось в Тунисе)
- 1997 — «Ростов-Луанда» / Rostov-Luanda (59 минут, видео; премия за лучшее видео на 8-м Фестивале кино Африки, Азии и Латинской Америки в Милане)
- 1998 — «Жизнь на земле» / La Vie sur terre (35 мм, 67 минут, снимался в Мали; премия за лучший полнометражный фильма на 9-м Фестивале кино Африки, Азии и Латинской Америки в Милане, три премии на МКФ во Фрибуре, специальная премия жюри на 16-м Фестивале африканского кино и телевидения в Уагадугу)
- 2002 — Heremakono (En attendant le bonheur) (35 мм, 90 минут, премия France Culture и ФИПРЕССИ на Каннском МКФ, главная премия 18-го Фестиваля африканского кино и телевидения в Уагадугу, премия за лучший фильм на Буэнос-Айресском международном фестивале независимого кино)
- 2006 — «Бамако» / Bamako (песня в исполнении Уму Сангаре; Большая премия публики на фестивале Paris Cinéma, Кинопремия Совета Европы FACE, премия «Люмьер», премия МКФ в Стамбуле)
- 2008 — «8?!» (коллективный проект, эпизод «Тия и её мечты»)
- 2008 — «Рассказы о правах человека» / Stories on Human Rights (коллективный проект)
- 2010 — «Желаю вам дождя» / Je vous souhaite la pluie (документальный короткометражный)
- 2014 — «Тимбукту» / Timbuktu
- 2024 — «Чёрный чай» / Black Tea

## Признание
Лауреат более 20 премий. Член жюри фестивалей в Берлине (2003), Анжере (2007) и Каннах (2000, 2003, 2007). Возглавлял экзаменационную комиссию в крупнейшей киношколе Франции Ля Феми (2008).
За фильм «Тимбукту» в 2015 году был удостоен сразу трёх наград премии «Сезар»: за лучший оригинальный сценарий, лучшую режиссуру и лучший фильм.

## Документальные фильмы
- 2017 — Абдеррахман Сиссако, странствующий режиссёр / Abderrahmane Sissako, cinéaste aux semelles de vent (реж. Валери Осуф / Valérie Osouf)